# Bandy Jump!
Bandy Jump!, eller 1-2-3, är ni med, o Sverige, var kampsång för Sveriges herrlandslag i bandy vid världsmästerskapet 1997 i Sverige. Namnet bandyjump kommer från orden bandy och bungyjump.
Sången skrevs av Urban Corneliusson, Stefan Ek, Thomas Ohlofsson och Morgan Mathiasson, spelades in av det svenska dansbandet Tiffany och släpptes på singel 1996 .

### Fotnoter
1. ↑  Information i Svensk mediedatabas.